# Sint-Nicolaasklooster (Utrecht)
Het Doelenhuis is de huidige benaming van het voormalig Sint-Nicolaasklooster aan de Doelenstraat in de Nederlandse stad Utrecht . Het hoofdgebouw van het in 1337 gestichte klooster stamt uit 1407, de eerste bewoners waren begijnen zonder gelofte. Achter de toegangspoort bevindt zich de kloostertuin. De gang met bogen liep door tot de kapel die in 1632 gesloopt is. Na de reformatie mochten er geen nieuwe zusters toetreden tot het klooster. Na het vertrek van de laatste bewoonster in 1614 werd het klooster deels omgebouwd tot werkhuis. Het geld dat hiervoor benodigd was kwam uit de nalatenschap van Evert van de Poll . Een ander deel werd in 1615 omgebouwd tot tuchthuis. In 1898 werd het complex een tehuis voor bejaarden. In 1996 zijn het gebouw en de tuin gerestaureerd. Thans is hier onder andere de School voor Zijnsoriëntatie gevestigd.
Agnietenklooster · Andreasklooster · Sint-Barbaraklooster · Begijnhof · Klooster Bethlehem · Brigittenklooster · Catharijneconvent · Ceciliaklooster · Cellebroedersklooster · Klooster Cenakel · Duitse Huis · Hieronymusconvent · Jeruzalemklooster · Karmelietenklooster · Kathedraalschool · Maria Magdalenaklooster · Mariëndaal · Minderbroederklooster · Nieuwlicht · Sint-Nicolaasklooster · Paulusabdij · Predikherenklooster · Regulierenklooster · Sint-Servaasabdij · Sint-Stevensabdij · Sint Ursulaklooster · Vredendaal · Wittevrouwenklooster